# シーインタラーティット
シーインタラーティット（タイ語: พ่อขุนศรีอินทราทิตย์、英語: Si Inthrathit）は小タイ族を中心とするタイの最初の王で、スコータイ王朝最初の王である。現在のスコータイ県の近辺を統治した。

## 概略
年代については断定できないが、13世紀ごろにはクメール人の王朝のもとでバーンヤーン（現在のピサヌローク県ナコーンタイ郡）の領主をしており、名はポークン・バーンクラーンハーオであったとされる。ラート（地名）の小タイ族領主であったポークン・パームアンとクメール人を追い出し、王国を作った。バーン・クラーンクラオは王位に就き、シーインタラーティットと名乗り、パームアンは摂政に就いたとされるが、実はシーインタラーティットとパームアンは同一人物であったという説もある。生没年不詳で、スコータイ王朝2代目の王、バーンムアン王と政権を引き継いだ年代も不明である。ただ、まだこのころのスコータイ王朝はあまり大きな王国ではなかったといわれている。